# Ivana Grollová
Ivana Grollová (* 2. června 1963 Praha) je česká mongolistka, v letech 2012 až 2017 velvyslankyně ČR v Mongolsku. Je spoluautorkou monografie Mongolové: pravnuci Čingischána..

## Život
V letech 1982–1986 vystudovala Obor mongolistika-rusistika na Univerzitě Karlově v Praze. Absolvovala s titulem PhDr. V letech 1986–1987 pracovala jako tlumočnice a v letech 1987–1991 jako vědecká pracovnice na Orientálním ústavu Československé akademie věd.
V letech 1991–1993 byla asistentkou generálního ředitele PriceWaterhouse v Praze.
V letech 1999–2001 byla vedoucí oddělení Odboru OSN Ministerstva zahraničních věcí České republiky. V letech 2001–2005 druhou tajemnicí Stálé mise České republiky při OSN v New Yorku. V letech 2005–2006 byla vedoucí oddělení Odboru OSN Ministerstva zahraničních věcí České republiky. V letech 2006–2007 byla vedoucí oddělení pro Dálný východ a Tichomoří Odbor Asie a Tichomoří Ministerstva zahraničních věcí České republiky. V letech 2007–2008 byla první tajemnicí Velvyslanectví České republiky v Pekingu. V letech 2008–2012 byla zástupkyní velvyslance na Velvyslanectví České republiky v Pekingu. V letech 2012 až 2017 byla velvyslankyní na Velvyslanectví České republiky v Ulánbátaru.
Je vdaná, má 3 děti.

## Dílo
- 1989 – Lexikální a stylistická cvičení v mongolštině (společně s B. Pürevem-Očire a Jaroslavem Vackem)
- 1996 – Svět tibetského buddhismu (společně s Josefem Kolmašem a Dušanem Zbavitelem)
- 2001 – Mongolové: pravnuci Čingischána (společně s Veronikou Zikmundovou)